# Municipio de Dzan
Dzan es uno de los 106 municipios que constituyen el estado mexicano de Yucatán. Se encuentra localizado al sur del estado y aproximadamente a 90 kilómetros al sur de la ciudad de Mérida. Cuenta con una extensión territorial de 61.31 km². De acuerdo con el censo del INEGI (2020), el municipio cuenta con 6,003 habitantes, siendo 51 % mujeres y 49 % hombres. Su nombre se interpreta como «Aquí se Sume».

## Geografía

### Ubicación
Dzán se localiza al este del estado entre las coordenadas geográficas 20º 22’ y 20º 26’ de latitud norte, y 89° 25’ y  89° 31’ de longitud oeste; a una altitud promedio de 26 metros sobre el nivel del mar.
El municipio colinda al norte con el municipio Chapab, al sur con Ticul, al este con Mani y al oeste también con Ticul.

### Orografía e hidrografía
En general posee una orografía plana, no posee zonas accidentadas de relevancia; sus suelos se componen de rocas escarpadas, su uso es ganadero, forestal y agrícola. El municipio pertenece a la región hidrológica Yucatán Sur. Sus recursos hidrológicos son proporcionados principalmente por corrientes subterráneas; las cuales son muy comunes en el estado.

### Clima
Su principal clima es el cálido subhúmedo; con lluvias en verano y sin cambio térmico invernal bien definido. La temperatura media anual es de 25.4°C, la máxima se registra en el mes de mayo y la mínima se registra en enero. El régimen de lluvias se registra entre los meses de mayo y julio, contando con una precipitación media de 469 milímetros.

## Cultura

### Sitios de interés
- Capilla de la Santa Cruz.
- Templo de Santiago Apóstol.
- Capilla de San Antonio.
- La zona de Dzán.

### Fiestas
Fiestas civiles
- Aniversario de la Independencia de México: 16 de septiembre.
- Aniversario de la Revolución mexicana: El 20 de noviembre.

Fiestas religiosas
- Semana Santa: Jueves y Viernes Santo.
- Día de la Santa Cruz: 3 de mayo.
- Fiesta en honor de la Virgen de Guadalupe: 12 de diciembre.
- Día de Muertos: 2 de noviembre.
- Fiesta en honor del Cristo de San Román: del 6 al 14 de septiembre.

## Gobierno
Su forma de gobierno es democrática y depende del gobierno estatal y federal; se realizan elecciones cada 3 años, en donde se elige al presidente municipal y su gabinete.
El municipio cuenta con 4 localidades, las cuales dependen directamente de la cabecera del municipio, las más importantes son:  Dzan, cabecera municipal.

### Personajes ilustres
- Napat Xiú, primer encomendero del pueblo.